# Nikolai Muralov

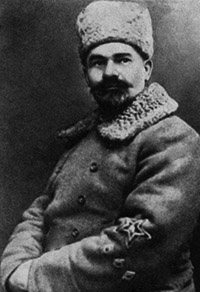
Muralov Nikolai

Nikolai Ivanovich Muralov (1877-1937), foi um líder revolucionário bolchevista russo.

## Biografia
Nicolai Muralov era um dos poucos líderes bolcheviques que, como Alexei Rykov e Alexander Shlyapnikov, participou ativamente da Revolução Russa de 1905.
Na Revolução de 1917, atuou como soldado em uma unidade motorizada em Moscou, tendo ocupado a estação de radiotelegrafia e outros locais estratégicos da cidade.
Com a vitória da Revolução, tornou-se comandante do distrito militar de Moscou, conquistando a reputação de heroi da Guerra Civil.
Foi Comissário do Povo para a Agricultura e Inspetor Geral do Exército Vermelho.
Em 1936, Muralov foi preso por causa da alegação de pertencer a uma organização terrorista. Durante o segundo julgamento nos Processos de Moscou em 1937, ele foi condenado à morte com base a acusações e imediatamente executado.
Após a morte de Stalin, Nikita Khrushchev em um discurso no XX Congresso do Partido Comunista da Rússia repudiou as provas apresentadas nos processos:
"A comissão verificou com uma grande quantidade de materiais nos arquivos do NKVD e outros documentos e observou à fabricação de provas contra comunistas, com gritantes violações que resultaram na morte de pessoas inocentes. Tornou-se evidente que muitos dos ativistas do partido, no governo e na área econômicas que foram marcados como "inimigos" na verdade nunca foram inimigos, espiões, sabotadores, etc, mas comunistas honestos ... Eles só foram estigmatizado e, muitas vezes, não foram capazes de suportar as bárbaras torturas."
Em 1986, Nikolai foi reabilitado.